# International Council for Science
L'International Council for Science (ICSU), chiamato in precedenza International Council of Scientific Unions, è stato costituito nel 1931 come un'organizzazione internazionale non governativa dedicata alla cooperazione internazionale per l'avanzamento della scienza, creato sulle ceneri del precedente Consiglio internazionale delle ricerche.
Sono suoi membri consigli o accademie nazionali dedicati alla scienza e alla ricerca, e associazioni scientifiche internazionali; tra queste la International Mathematical Union, l'Unione astronomica internazionale (International Astronomical Union) e la International Union of Pure and Applied Chemistry.

## Descrizione

### Scopi e finalità
L'ICSU venne fondato per riunire gli scienziati in imprese scientifiche internazionali con le seguenti finalità:
«Identificare e indirizzare le questioni di maggior importanza per la scienza e la società, mobilitando le risorse e le conoscenze della comunità scientifica internazionale; promuovere la partecipazione di tutti gli scienziati, indipendentemente da razza, cittadinanza, lingua, parte politica, o sesso, nelle imprese scientifiche internazionali; facilitare le interazioni tra differenti discipline scientifiche e tra scienziati di nazioni "sviluppate" e "in via di sviluppo"; stimolare un dibattito costruttivo agendo come voce autorevole indipendente per la scienza e gli scienziati internazionali.» 
Al 2007 esso comprendeva 113 membri scientifici nazionali multi-disciplinari, associati e osservatori (consigli di ricerca scientifica o accademie scientifiche) in rappresentanza di 133 paesi e 29 unioni scientifiche internazionali mono-disciplinari. L'ICSU ha anche 24 associati scientifici.
Uno dei principi fondamentali dell'ICSU è quello dell'universalità della scienza, il quale afferma il diritto e la libertà degli scienziati di associarsi in attività scientifiche internazionali, senza badare a fattori quali cittadinanza, religione, credo, parte politica, origine etnica, razza, colore, lingua, età o sesso.
Il Consiglio agisce come focalizzatore per lo scambio di idee e informazioni, e per lo sviluppo di standard. Centinaia di congressi, simposi e altri incontri scientifici vengono organizzati ogni anno in tutto il mondo con la pubblicazione di un'ampia gamma di newsletter, manuali e riviste.

### Fonti di finanziamento
La principale fonte di finanziamento dell'ICSU sono i contributi che riceve dai propri membri. Altre fonti di entrate sono i contratti quadro con l'UNESCO, e le sovvenzioni e i contratti da parte di organi, fondazioni e agenzie delle Nazioni Unite, che sono usati per sostenere le attività scientifiche delle unioni dell'ICSU e i suoi corpi interdisciplinari.

### Associazioni scientifiche membri
- International Astronomical Union
- International Brain Research Organization
- International Geographical Union
- International Mathematical Union
- International Union for Quaternary Research
- International Society for Photogrammetry and Remote Sensing
- International Union of Anthropological and Ethnological Sciences
- International Union of Biochemistry and Molecular Biology
- International Union of Biological Sciences
- International Union of Crystallography
- International Union of Food Science and Technology

- International Union of Forest Research Organizations
- International Union of Geodesy and Geophysics
- International Union of Geological Sciences
- International Union of History and Philosophy of Science
- International Union of Immunological Societies
- International Union of Materials Research Societies
- International Union of Microbiological Societies
- International Union of Nutritional Sciences
- International Union for Pure and Applied Biophysics
- International Union of Pure and Applied Chemistry

- International Union of Pure and Applied Physics
- International Union for Physical and Engineering Sciences in Medicine
- International Union of Basic and Clinical Pharmacology
- International Union of Physiological Sciences
- International Union of Psychological Science
- International Union of Soil Sciences
- International Union of Theoretical and Applied Mechanics
- International Union of Toxicology
- International Union of Radio Science